# Sant'Anna Metterza
Vierge à l'Enfant avec sainte Anne dite Sant'Anna Metterza, est une peinture a tempera sur bois (175 × 103 cm) réalisée par Masaccio  et Masolino da Panicale en 1424-1425, conservée aux Offices, à Florence.

## Historique
La Vierge et l'Enfant avec Saint Anne a été initialement commandée pour l'église Sant'Ambrogio de Florence où Giorgio Vasari la vit en 1568 et l'attribua à Masaccio. Selon Vasari, «  Le tableau a été placé dans la chapelle dont la porte mène au salon des moniales ».
Vers 1813, l'œuvre rejoint la collection de la Galerie de l'Académie et en 1919, celle des Offices.

### Attribution
En 1940 l'historien de l'art Roberto Longhi émet l'hypothèse, comme Crowe et Cavalcaselle, que l'œuvre serait le fruit de « deux mains différentes » en attribuant la Vierge, l'Enfant et l'ange habillé en vert/grenat à Masaccio et sainte Anne, ainsi que tous les autres anges, aux formes plus conventionnelles, à Masolino. 
Cette théorie est actuellement unanimement admise.

## Description
Iconographiquement c'est une « Sainte Anne trinitaire » (sainte Anne dominant sa fille Marie, placée elle-même au-dessus de son fils Jésus).
L'ensemble des personnages saints est placé sur un trône complété d'un tissu en dais en fond entouré d'anges, le tout dans une composition en mandorle.

## Style
Le groupe La Vierge et l'Enfant qui avec son puissant volume remplit puissamment l'espace au moyen d'une structure perspectiviste assurée, est l'un des premiers ouvrages crédités à Masaccio. 
Plutôt qu'un ange gothique, la figure du Christ est désormais celle d'un jeune enfant, plus réaliste. C'est également l'un des premiers tableaux qui montre l'effet de la lumière naturelle sur la figure. Ces nouveautés, qui constituent des caractéristiques fondamentales du style de Masaccio, auront une influence profonde sur la peinture de la Renaissance italienne.